# Better Man (film)
Better Man is een Australisch-Amerikaanse semi-biografische film uit 2024, geregisseerd en mede geschreven en geproduceerd door Michael Gracey. De hoofdrollen worden vertolkt door Robbie Williams, Jonno Davies, Steve Pemberton en Alison Steadman.

## Verhaal
Het vertelt het levensverhaal van popzanger Robbie Williams, maar Williams wordt afgebeeld als een chimpansee omdat hij zich, zoals hij het zelf zegt, altijd 'minder ontwikkeld' voelde dan andere mensen.

## Rolverdeling
| Acteur          | Personage                  |
| --------------- | -------------------------- |
| Robbie Williams | zichzelf (stem)            |
| Jonno Davies    | de jongere Robbie Williams |
| Steve Pemberton | Peter                      |
| Alison Steadman | Betty                      |
| Damon Herriman  | Nigel Martin-Smith         |
| Raechelle Banno | Nicole Appleton            |
| Anthony Hayes   | Chris Briggs               |
| Kate Mulvany    | Janet                      |

## Productie
Het project werd voor het eerst aangekondigd in februari 2021 met Michael Gracey als regisseur, die het scenario samen schreef met Oliver Cole en Simon Gleeson, en Gracey produceerde ook samen met Jules Daly voor Big Red Films en Craig McMahon voor McMahon International.
Robbie Williams wordt afgebeeld als een chimpansee met behulp van CGI, uitgevoerd door Jonno Davies met behulp van motion capture. Williams deed zelf de stemrol, met de Jonno Davies die de jongere versie speelde.

## Release en ontvangst
Better Man ging op 30 augustus 2024 in première op het Filmfestival van Telluride. De film werd in Australië genomineerd voor 16 AACTA Awards 2024. De film werd ook genomineerd voor de Golden Globe voor beste nummer.
De film kreeg overwegend positieve kritieken van de filmcritici, met een score van 88% op Rotten Tomatoes, gebaseerd op 215 beoordelingen.

## Prijzen en nominaties
De belangrijkste:
| Jaar | Prijs                 | Categorie                | Genomineerde(n)                                                                | Uitslag     |
| ---- | --------------------- | ------------------------ | ------------------------------------------------------------------------------ | ----------- |
| 2025 | AACTA Awards          | Beste film               | Beste film                                                                     | Gewonnen    |
| 2025 | AACTA Awards          | Beste acteur             | Jonno Davies                                                                   | Gewonnen    |
| 2025 | AACTA Awards          | Beste originele nummer   | "Forbidden Road" (Robbie Williams, Freddy Wexler en Sacha Skarbek)             | Genomineerd |
| 2025 | AACTA Awards          | Beste vrouwelijke bijrol | Kate Mulvany                                                                   | Genomineerd |
| 2025 | AACTA Awards          | Beste mannelijke bijrol  | Damon Herriman                                                                 | Gewonnen    |
| 2025 | AACTA Awards          | Beste regie              | Michael Gracey                                                                 | Gewonnen    |
| 2025 | AACTA Awards          | Beste scenario           | Michael Gracey, Simon Gleeson, Oliver Cole                                     | Gewonnen    |
| 2025 | AACTA Awards          | Beste cinematografie     | Erik A. Wilson, Matt Toll, Ashley Wallen                                       | Genomineerd |
| 2025 | AACTA Awards          | Beste kostuumontwerp     | Cappi Ireland                                                                  | Genomineerd |
| 2025 | AACTA Awards          | Beste montage            | Martin Connor, Lee Smith, Spencer Susser, Jeff Groth, Patrick Correll          | Gewonnen    |
| 2025 | AACTA Awards          | Beste production design  | Joel Chang, Lisa Brennan                                                       | Genomineerd |
| 2025 | AACTA Awards          | Beste muziek             | Batu Sener                                                                     | Gewonnen    |
| 2025 | AACTA Awards          | Beste geluid             | Paul Pirola, Guntis Sics, Greg P. Russell, Tom Marks, Andy Nelson, Evan McHugh | Genomineerd |
| 2025 | AACTA Awards          | Beste casting            | Alison Telford, Kate Leonard, Kate Dowd                                        | Gewonnen    |
| 2025 | AACTA Awards          | Beste visuele effecten   | Luke Millar, Andy Taylor, Craig Young, Tim Walker                              | Gewonnen    |
| 2025 | AACTA Awards          | Beste soundtrack         | Jordan Carroll                                                                 | Genomineerd |
| 2025 | Golden Globes         | Beste nummer             | "Forbidden Road" (Robbie Williams, Freddy Wexler en Sacha Skarbek)             | Genomineerd |
| 2025 | Critics Choice Awards | Beste visuele effecten   | Luke Millar, Andy Taylor, Craig Young, Tim Walker                              | Genomineerd |